# Anapistula caecula
Espèce
Anapistula caecula est une espèce d'araignées aranéomorphes de la famille des Symphytognathidae.

## Distribution
Cette espèce est endémique de Côte d'Ivoire.

## Description
Les femelles mesurent de 0,48 à 0,55 mm.

## Publication originale
- Baert & Jocqué, 1993 : Anapistula caecula n. sp., the smallest known female spider (Araneae, Symphytognathidae). Journal of African Zoology, vol. 107, p. 187-189.